# Wspólnota administracyjna Tuttlingen
Wspólnota administracyjna Tuttlingen – wspólnota administracyjna (niem. Vereinbarte Verwaltungsgemeinschaft) w Niemczech, w kraju związkowym Badenia-Wirtembergia, w rejencji Fryburg, w regionie Schwarzwald-Baar-Heuberg, w powiecie Tuttlingen. Siedziba wspólnoty znajduje się w mieście Tuttlingen.
Wspólnota administracyjna zrzesza jedno miasto i pięć gmin:
- Emmingen-Liptingen, 4 479 mieszkańców, 54,57 km²
- Neuhausen ob Eck, 3 867 mieszkańców, 46,24 km²
- Rietheim-Weilheim, 2 690 mieszkańców, 11,98 km²
- Seitingen-Oberflacht, 2 325 mieszkańców, 19,66 km²
- Tuttlingen, miasto, 34 282 mieszkańców, 90,48 km²
- Wurmlingen, 3 780 mieszkańców, 15,43 km²